# DYWIDAG-Systems International
DYWIDAG-Systems International (DSI) est un groupe mondial de haute technologie qui intervient sur les marchés de la construction et de l’industrie minière. 

## Histoire
Pour commercialiser les licences des produits et des systèmes DYWIDAG, l’entreprise DSI est fondée en 1979 comme une société filiale de Dyckerhoff & Widmann AG. 
Au cours de la fusion de Walter Bau AG avec DYWIDAG en 2001, DSI est intégrée au nouveau groupe. 
En 2004, avec 1 100 employés, l’entreprise atteint un chiffre d'affaires de plus de 300 millions d’Euros. 
Après l’insolvabilité de Walter-Bau en 2005, DYWIDAG-Systems International est acheté par l’investisseur financier Industri Kapital, puis revendu en 2007 à  CVC Capital Partners. 
En 2010, DSI est acquise par BAML (Bank of America Merrill Lynch) et par Barclays Capital. Le 1er avril 2011, DSI est vendue à Triton Private Equity.
DSI met dans un premier temps l’accent sur le marché de la construction, dans le domaine de la précontrainte et de la géotechnique. En 2000, DSI démarre  une nouvelle activité concernant les ouvrages réalisés en milieu souterrain. Cette activité se concentre sur le développement, la production et la vente de produits et systèmes de haute qualité pour l’industrie minière et la construction de tunnels. 
Aujourd’hui, DSI est l’un des leaders internationaux sur les marchés de la construction et de l’industrie minière.
En 2010, le groupe a 2 118 d’employés de par le monde, avec un chiffre d’affaires de 620 millions d’Euros, dont 45 % sont générés par la Construction et 55 % par la division des ouvrages souterraines. Les activités en Construction et Souterrain sont actuellement concentrées sur les régions EMEA (Europe, Moyen-Orient, Afrique), Amérique du Nord, Amérique du Sud et Asie-Pacifique.
Dans la division « Accessoires pour le béton », qui fait partie de la division Construction, DSI concentre toutes ses activités dans le domaine du coffrage traditionnel DYWIDAG avec les produits et systèmes de ses filiales à Porta Westfalica et les filiales de contec Systems (Allemagne) ainsi que les entreprises françaises Artéon, Mandelli-Setra, Technique Béton et Idéaplast.
Les ouvrages réalisés en milieu souterrain pour la région EMEA sont gérés centralement par la DSI GmbH à Pasching-Linz (antérieurement ALWAG Ges.m.b.H.). En même temps, DSI Autriche est le centre de compétence pour le développement et l'application de systèmes innovateurs de haute qualité pour la construction de tunnels et de mines.
Les activités DSI en Amérique du Sud ont été restructurées début 2009. Les entreprises DSI Chile Industrial Ltda. (Santiago, Chili), Protendidos DYWIDAG LTd. (Sao Paulo, Brésil), et DSI-Fosminas (Belo Horizonte, Brésil), ont été regroupées avec DSI Peru (Lima, Pérou) afin de former une division pour le marché de l’Amérique du Sud.
Les marchés pour la Construction et le Souterrain sont des marchés régionaux. C’est pourquoi la présence globale de DSI est fondée sur une structure d’entreprise décentralisée. Avec ses sociétés, ses licenciés et ses agents dans plus de 90 pays, DSI est représentée sur tous les continents.

## Grandes dates
- 1865 Création de Dyckerhoff & Widmann
- 1950 DYWIDAG commence avec ses activités de licences
- 1979 Création de DSI afin de coordonner les affaires internationales de licences
- 2000 DSI renforce les activités de livraison pour l’industrie minière
- 2001 Avec DYWIDAG, DSI fait partie du groupe Walter Bau
- 2005 Après l’insolvabilité de Walter Bau, DSI est acquise par Industri Kapital
- 2006 Concentration sur les nouvelles divisions dans les secteurs de la construction de tunnels et d’Accessoires pour le Béton
- 2007 Le réseau de DSI contient plus de 90 sociétés, participations, licenciés et agents
- 2007 DSI est vendue à CVC Capital Partners
- 2009 Fusion des filiales SUSPA-DSI et contec avec DYWIDAG-Systems International GmbH, Allemagne
- 2009 Fusion de l’entreprise ALWAG Tunnelausbau Ges.m.b.H. avec DYWIDAG-Systems International
- 2010 DSI est acquise par BAML (Bank of America Merrill Lynch) et Barclays Capital
- 2011 DSI est vendue à Triton Private Equity
- 2019 DSI achète la compagnie Mansour mining technologie